# كولين روجرز
كولين روجرز (بالإنجليزية: Collin Rogers)‏ هو مهندس معماري أمريكي، ولد في 7 مايو 1791، وتوفي في 25 أكتوبر 1845.